# Aare Seeland mobil
Pour les articles homonymes, voir ASM.
La société Aare Seeland mobil (ASM) est une entreprise de transport suisse active dans les secteurs ferroviaire et routier.

## Description
Basée à Langenthal dans le canton de Berne, cette entreprise est née le 1er janvier 1999 (avec effet rétroactif) à la suite de la fusion des quatre compagnies de chemin de fer et de bus :
- Regionalverkehr Oberaargau (RVO) ;
- Chemin de fer Soleure–Niederbipp (SNB) ;
- Chemin de fer Biel–Täuffelen–Ins (BTI) ;
- Oberaargauische Automobilkurse (OAK).

Elle étend ainsi ses activités sur le territoire des trois cantons : Berne, Soleure et Lucerne. Une cinquième entreprise, partenaire de longue date, s'est jointe au groupe au 1er janvier 2003 :
- Funiculaire Gléresse-Prêles (LTB).

Depuis décembre 2020, l'ASm exploite la ligne d'autobus 75, Bienne - Scheuren - Orpond Byfang.

## voir aussi